# DJ Scotch Egg
Pour les articles homonymes, voir Scotch egg et Shigeru Ishihara.
DJ Scotch Egg, de son vrai nom Shigeru Ishihara (né à Tokyo), est un musicien japonais de chiptune et gabber, basé à Berlin, en Allemagne.

## Biographie
Il sort de la musique sur les labels Wrong Music et Adaadat, et est signé par Load Records après que Lightning Bolt ait été impressionné par sa musique. Un nouvel album intitulé Scotch Hausen sort au printemps 2007. Il collabore avec d'autres artistes, notamment Ove-Naxx, Hrvatski (Keith Fullerton Whitman), Mike Paradinas, Duracell, Bong-Ra, The Pipettes et The Go! Team.
Durant sa carrière, Shigeru Ishihara enregistre de la musique improvisée en collaboration avec Ashley Marlowe et Sam Dook sous le nom de Same Things ; deux titres sont sortis depuis lors chez Junior Aspirin Records,. Shigeru Ishiharaest aussi l'un des membres fondateurs de WaqWaq Kingdom, avec la chanteuse Kiki Hitomi. Ils sortent plusieurs albums sur Phantom Limb.
En 2020, en pleine pandémie de Covid-19, il s'associe avec Gooooose pour la sortie d'un nouvel EP au label SVBKVLT, duquel est extrait le morceau Altered Destiny.

## Discographie partielle

### Albums studio
- 2005 : KFC Core (Adaadat)
- 2007 : スコッチエッグのハードコア・チップチューン大百科 (réédité chez De-Fragment Records)
- 2007 : Scotch Hausen (Adaadat/Very Friendly/Wrong Music)
- 2008 : Drumized (Load Records)

### Démos
- Shiez 2000 Demos
- 2006 : Scotch Dub (The Compliants Department)

### Singles
- 2005 : Scotch Chicken (Wrong Music)
- 2006 : Scotch Vader (Kriss Records)
- 2008 : Scotchy and Shitty - Rave Like A Headless Chicken (split avec Shitmat) (Wrong Music)
- Scotch Bach (avec des remixes d'Aaron Spectre et de Shitmat, non publié)